# Nepomuki Szent János-kápolna (Marosvásárhely)
A marosvásárhelyi Nepomuki Szent János-kápolnát 1730-ban építették a Szentkirály utca (ma Kossuth utca) környékén, közel a Maros-hídhoz. 1930-ban még épségben állt, de a következő évtizedben romosodni kezdett, majd a mezőgazdasági gimnázium építésekor lebontották.

## Története
1719-ben pestisjárvány pusztította a Székelyföldet és a Barcaságot. A vész elmúlta iránti hálából a jezsuiták 1730-ban kápolnát építettek Nepomuki Szent Jánosnak, Csehország, a hidak, és a gyónási titok védőszentjének. Hosszú időn keresztül minden évben körmenetet rendeztek a szent ünnepnapján. 1853-ban egy árvíz megrongálta.
Egy fénykép tanúsága szerint 1930-ban még épen állt az épület és a benne levő szent szobra, de 1933 után romosodni kezdett. 1940-41-ben a területet eladták, a kápolnát pedig lebontották, hogy itt építsék fel a Kós Károly tervezte mezőgazdasági gimnáziumot (ma Traian Săvulescu Mezőgazdasági Szakközépiskola). A vasrácsos kerítés elemeiből virágágyás-kerítést készítettek a plébánia udvarán, azonban a szobor sorsa ismeretlen.

## Leírása
A Híd utcából (ma a Kossuth utca része) induló egykori Kápolna utcában állt. Barokk stílusban épült, boltíves mennyezetét négy, virágdíszítéssel ellátott pillér tartotta. A szobor feltehetőleg papi ruházatban és süveggel ábrázolta a szentet. A boltívek nyílásait alacsony kovácsoltvas kerítés, egyik oldalon kétszárnyas kapu zárta, távolabb pedig léckerítés védte az épületet. A hátsó boltívet később téglafallal zárták le.
A 19. század közepén a következőképpen írják le: „A vámos-híd véginél jobb felől szép épületecske, kétfelé nyíló vasrácsos ajtóval, mellette egy nagyobbszerű csengettyű falábon, borona festett vaskapcsos gerendák innepélyre való sátornak állítvák, kerülete deszkakorláttal béfoglalva. A XVIII. század elein téglából építették a jésuiták az akkori dühöngött pestis emlékére, hol évenként Sz. János napkor imák tartatódnak.”